# جيف ستوك
جيف ستوك (بالإنجليزية: Jeff Stock)‏ (1 أغسطس 1960 في الولايات المتحدة - ) هو لاعب كرة قدم أمريكي في مركز الدفاع. لعب مع فانكوفر وايتكابس وسان خوزيه إيرث كويكس وSeattle Storm (soccer) ‏ وTacoma Stars (1983–1992) ‏ وسياتل ساوندرز.